# クリス・サットン
クリス・サットン（Chris Sutton, 1973年3月10日 - ）は、イングランド、ノッティンガム出身の元イングランド代表サッカー選手、サッカー指導者。イングランドとスコットランドのプレミアリーグに16年間在籍し、150ゴール以上をあげている。
FW以外に、MFやDFとしてもプレーすることが可能であった。また屈強なフィジカルの持ち主であり、1997-98シーズンには18ゴールを記録し、マイケル・オーウェン、ディオン・ダブリンと共に得点王となった。

## 経歴
1991年、ノリッジ・シティFCに入団した当初はセンターバックであったが、当時の監督であるデイヴ・ストリンガーによってセンターフォワードへとコンバートされた。そして翌1992-93シーズン、サットンは新しいポジションに適応し、チームも新しく生まれ変わったプレミアリーグ（プレミアリーグ#歴史を参照）の前半戦1位と好成績を残した。
1994年7月、当時最高額であった500万ポンド（約8億円）でブラックバーン・ローヴァーズFCへと移籍した。アラン・シアラーとのコンビは「SAS」（SASとSutton And Shealerをかけたもの）の愛称で親しまれ、クラブに約90年ぶりのタイトルをもたらした。
2006年12月、試合中の接触により視覚障がいを負い、現役引退を表明した。
引退後は指導者に転じ、2009年から2010年にかけてイングランドのリーグ2に所属するリンカーン・シティFCの監督を務めた。

## タイトル
ブラックバーン・ローヴァーズFC
- プレミアリーグ : 1994-95
- プレミアリーグ得点王 : 1997-98

セルティックFC
- スコティッシュ・プレミアリーグ : 2000-01, 2001-02, 2003-04, 2005-06
- スコティッシュカップ : 2001, 2004, 2005
- スコティッシュリーグカップ : 2000-01
- スコットランドPFA年間最優秀選手賞 : 2003-04